# Emmerich am Rhein
Emmerich am Rhein o simplement Emmerich és una ciutat a l'estat de Rin del Nord-Westfàlia, regió administrativa de Düsseldorf, districte de Clèveris. Està situada al baix Rin, al nord-oest d'Alemanya. Emmerich està situada a la banda nord del Rin, molt a prop de la frontera amb els Països Baixos. És l'última ciutat alemanya del Rin abans que el riu s'endinsi a la província neerlandesa de Gelderland.